# ایچییو
ایچییو (به ژاپنی: 一葉 イチヨウ ichiyo) نام علمی بر اساس کتاب ساکورای ژاپن
(Cerasus lannesiana 'Ichiyo' Koidzumi) نام یک نوع درخت ساکورای باغی است. قسمت داخلی گلبرگ سفید است و در هنگام باز شدن کامل رنگ آن به سفید بیشتر از صورتی نزدیک است. درخت آن از نوع بلند و برگریز است و شاخه‌ها کمتر به طرف عرض رشد می‌کنند و به همین سبب طول درخت بیشتر می‌شود و برای کاشت در باغ مناسب است. مادگی آن شکلی تغییر یافته دارد و به شکل تک برگ از وسط گل بیرون زده‌است. نام گل هم که به معنای تک برگ است به همین سبب است.

## ویژگی گل
- تعداد گلبرگ: ۱۰–۲۰ عدد
- رنگ: صورتی
- قطر گل: ۳٫۸ تا ۴٫۸ سانتیمتر
- زمان گل‌دهی:اوایل تا اواسط ماه آوریل
- محل نمونه:پارک شینجوکو گیوئن